# Xylotheca
Xylotheca es un género de plantas de plantas fanerógamas con 4 especies de arbustos perteneciente a la familia de las achariáceas

## Taxonomía
El género fue descrito por  Christian Ferdinand Friedrich Hochstetter y publicado en Flora 26: 69. 1843.

## Especies
- Xylotheca capreifolia (Baker) Gilg
- Xylotheca kraussiana Hochst.
- Xylotheca longipes (Gilg) Gilg
- Xylotheca tettensis (Klotzsch) Gilg